# Discographie de Throbbing Gristle
Cet article présente la discographie exhaustive du groupe de musique industrielle Throbbing Gristle.

## Discographie officielle

### Albums

#### Première période d'activité (1975 - 1981)
- The Second Annual Report (1977, Industrial Records IR0002)
- D.o.A: The Third and Final Report (1978, Industrial Records IR0004)
- 20 Jazz Funk Greats (1979, Industrial Records IR0008)
- Heathen Earth (1980, Industrial Records IR0009)
- Mission of Dead Souls (1981, Fetish Records)
- In the Shadow of the Sun (1984, Illuminated Records)
- Journey Through a Body (1982, Walter Ulbricht Schallfolien)
- CD1 (1986, Mute, TGCD1)
- The First Annual Report (LP/CD) 2001

#### Deuxième période d'activité (2004 - 2010)
- TG Now (LP/CD) (2004)
- A Souvenir of Camber Sands: Live December 2004 (2004)
- Part Two: The Endless Not (LP/CD) (2007)
- The Third Mind Movements (CD) (2009, Industrial Records IR2009/4)
- Desertshore/The Final Report (en tant que X-TG) (2012, Industrial Records IR2012CD)
- TG Berlin (Box Set) (2024, Mute Records TGCD21)

### Singles
- United/Zyklon B Zombie (7") (1978, Industrial Records IR0003)
- We Hate You (Little Girls)/Five Knuckle Shuffle (7") (1979, Sordide Sentimental)
- Subhuman/Something Came Over Me (7") (1980, Industrial Records IR0013)
- Adrenalin/Distant Dreams (Part Two) (7") (1980, Industrial Records IR0015)
- Discipline (12") (1981)
- The Last TG Single (10") (2024, Mute Records TGCD21)

### Compilations
- Greatest Hits (1981, Rough Trade)
- The Taste of TG (CD) (2004, NovaMute)
- Mutant Throbbing Gristle (2xLP/CD) (2004)

### Cassettes audio
- Best Of.... Volume I (1976)
- Best Of.... Volume II (1977, IR0001)
- Pastimes/Industrial Muzak (1979, IRC 23)

#### Audio
- Throbbing Gristle Live, Volume 1: 1976-1978 (1993, The Grey Area, TGCD10)
- Throbbing Gristle Live, Volume 2: 1977-1978 (1993)
- Throbbing Gristle Live, Volume 3: 1978-1979 (1993)
- Throbbing Gristle Live, Volume 4: 1979-1980 (1993)
- TG24 1 Hour Sample (2002)
- TG24, compilation des anciennes éditions:
  - At the ICA (IRC2)
  - At the Air Gallery/Winchester (IRC3)
  - At the Nag's Head, High Wycombe (IRC4)
  - At the Brighton Polytechnic (IRC5)
  - At Nuffield Theatre, Southampton (IRC6)
  - At the Rat Club (IRC7)
  - At the Highbury Roundhouse (IRC8)
  - At the Art School Winchester (IRC9)
  - At the Rat Club (IRC10)
  - At the Brighton Polytechnic (IRC11)
  - At The Architectural Association (ICR12)
  - At Goldsmith's College (IRC13)
  - At The Industrial Training College (IRC14)
  - At the London Film Makers Co-Op (IRC15)
  - At the Crypt Club (IRC16)
  - At Centro Iberico (IRC17)
  - At Ajanta Cinema (IRC18)
  - At Now Society (IRC19)
  - At the Factory (IRC20)
  - At Guild Hall (IRC21)
  - At the Y.M.C.A. (IRC22)
  - At Butlers Wharf (IRC24)
  - At Leeds Fan Club (IRC25)
  - At Scala Cinema (IRC26)
  - At Goldsmiths College (IRC29)
- TG+, compilation des anciennes éditions, de IRCD30 à IRCD43:
  - At Oundle Public School (IRC30)
  - At Sheffield University (IRC33)

#### Vidéos
- Live at Oundle School (Oundle School, Peterborough, England 16th March, 1980) (VHS, Industrial Records, IRVC2)
- Mission of Dead Souls (Kezar Pavilion, San Francisco, USA 29th May, 1981) (VHS)
- Destiny (Lyceum, London, England 8th February, 1981) (VHS)
- Heathen Earth (VHS, Industrial Records, IRCV1)
- TVG (coffret de 7 DVD, Industrial Records, TGDVD17, 2007)

### Coffrets
- Five Albums (1981, Fetish Records) Réédition par Fetish Records des cinq premiers albums (Second Annual Report, D.o.A., 20 Jazz Funk Greats, Heathen Earth, Mission of Dead Souls)
- Music from the Death Factory (TGCD1, TGCD2, TGCD3) (1991, The Grey Area) Coffret avec les albums CD1, The Second Annual Report, D.o.A.
- Music from the Death Factory (TGCD4, TGCD5, TGCD6) (1991, The Grey Area) Coffret avec les albums 20 Jazz Funk Greats, Heathen Earth, Mission of Dead Souls.
- TG Box 1 (1991, The Grey Area) Coffret de quatre CDs comportant des enregistrements de concerts, sélectionnés par Brian Williams et mastérisés par Chris Carter[1]
- TG24 (coffret de 24 CDs) (2002, The Grey Area, TG CD 24)
- TG+ (coffret de 10 CDs) (2004, The Grey Area, TG CD 15)
- The Desertshore Installation (coffret de 12 CDr) (2007, Industrial Records)
- TGV (coffret de 7 DVDs) (2007, Industrial Records)
- Gristleism (appareil électronique comportant 13 boucles sonores) (2009, Industrial Records)
- TG Berlin (coffret comportant 4 CDs, 1 Blu-ray et un vinyle 10”) (2024, Mute Records TGCD21)

## Bootlegs

### Audio
Audio:
- Fuhrer Der Menscheit, aka 'S.O. 36 Berlin (10")
- Funeral In Berlin (12")
- The Kill: Live At Scala Cinema (12")
- Assume Power Focus (12", CD)
- Thee Psychick Sacrifice (2X12")
- Rafters/Psychic Rally (12", CD)
- Editions... Frankfurt... Berlin (12")
- Mission Is Terminated (2X12")
- Once Upon A Time (12", CD)
- Special Treatment (12")
- Sacrifice (12")
- Live At Death Factory
- Funk Beyond Jazz
- At The Highbury Roundhouse, London
- Live At Roundhouse
- Grief
- Blood Pressure (CD) 1995
- Dimensia In Excelsis

### Vidéos
- Guildhall, Northampton, England 26th May, 1979
- Goldsmith College, London, England 13th March, 1980
- Sheffield University, Sheffield, England 10th June, 1980
- Kunsthofschule, Frankfurt, W. Germany 10th November, 1980
- Rafters, Manchester, England 4th December, 1980
- Heaven, London, England 23rd December, 1980

### Studio
- Nothing Short Of Total War
- Giftgas

## Sorties liées à TG
Vidéos:
- Psychic Rally In Heaven (Derek Jarman short film featuring TG live footage and music)
- In the Shadow of the Sun (Derek Jarman film with two TG soundtracks)
- The Mask Of Sarnath (20 minute Horror film with soundtrack by TG)
- After Cease To Exist (The Legendary Coum film)
- Genesis TV interview post-Prostitution show

## Sources
- (en) Drew Daniel, 20 Jazz Funk Greats, Bloomsbury Academic, coll. « 33 1/3 », 2007, 144 p. (ISBN 9780826427939)
- Éric Duboys, Industrial Music for Industrial People, Camion Blanc, 2007, 557 p. (ISBN 978-2-910196-49-3)
- (en) Simon Ford, Wreckers of Civilisation : The Story of COUM Transmissions and Throbbing Gristle, Black Dog Publishing, 1999, 300 p. (ISBN 978-1901033601)
- (en) Alexander Reed, Assimilate : A Critical History of Industrial Music, Oxford University Press, 2013
- (en) Simon Reynolds, Rip It Up and Start Again : Postpunk 1978-1984, Faber & Faber, 2005
- (en) Ian Trowell, Throbbing Gristle : An Endless Discontent, Intellect Books, 2023, 288 p. (ISBN 978-1789388268).
- (en) Cosey Fanni Tutti, Art Sex Music, Faber & Faber, 2017, 502 p. (ISBN 978-0-571-32852-9).
- Naylor, Colin & Genesis P-Orridge (éditeurs). Contemporary Artists. Macmillan Press/St Martin's Press, 1977
- (en) V. Vale (dir.) et Andrea Juno (dir.), Industrial Culture Handbook, RE/Search Publications, coll. « RE/Search » (no 6/7), 1983, 148 p. (ISBN 0-940642-07-7).